# SkyscraperCity
SkyScraperCity, también conocido por la sigla SSC, es un foro en internet que se centra en cuestiones relativas a la arquitectura, urbanismo en general, entornos en los que se desarrolla diversos tipos de construcción y las cuestiones relacionadas con el desarrollo urbano, mostrando diversidades urbanísticas, de forma que los restantes miembros y el público en general, puedan conocer los diferentes espacios y comentar sobre su urbanización, densidad, belleza y calidad de vida. 
A diciembre de 2016, el foro cuenta con más de 350,000 miembros, más de 1 millón de hilos y más de 97 millones de publicaciones. Según algunas medidas, fue considerado el foro en línea más grande del mundo en 2010. En 2009, el foro atrajo a más de 500,000 visitantes únicos diariamente.
El sitio es mantenido por el dinero recaudado de la publicidad.